# Suroeste de México
El Suroeste de México es una de las 7 regiones de los Estados Unidos Mexicanos formada por los estados de Guerrero, Oaxaca y Chiapas. Limita al norte con el Estado de México, Morelos, Puebla, Veracruz y Tabasco, al sur con el Océano Pacífico, al este con Guatemala y al oeste con Michoacán. 
Con 12.719.048 habitantes en 2015 es la tercera región menos poblada —por delante del Noreste y Sureste—, pero también es la región con mayor diversidad cultural.
Con 231.262 km² es la tercera más extensa —por detrás del Noroeste y Noreste— y su densidad de población es de 55,0 hab/km².
Estas entidades son famosas por el gran arraigo de sus tradiciones, festividades, artesanías y rica gastronomía. Cuenta con imponentes zonas arqueológicas de la cultura Maya (como Toniná, Bonampak, Yaxchilán y los misteriosos centros ceremoniales de Palenque e Izapa).

## Estados
| Suroeste de México |        |                           |                  |                      |                  |                    | |
| Estado             | Escudo | Capital                   | Superficie (km²) | Número de municipios | Población (2020) | Ciudad más poblada | Pueblos Mágicos                                                                                        |
| Chiapas            |        | Tuxtla Gutiérrez          | 73 211           | 124                  | 5 543 828        | Tuxtla Gutiérrez   | Chiapa de CorzoComitán de DomínguezPalenqueSan Cristóbal de las Casas                                  |
| Guerrero           |        | Chilpancingo de los Bravo | 64 281           | 85                   | 3 540 685        | Acapulco de Juárez | Taxco de AlarcónZihuatanejoIxcateopan de Cuauhtémoc                                                    |
| Oaxaca             |        | Oaxaca de Juárez          | 93 952           | 570                  | 4 132 148        | Oaxaca de Juárez   | Capulálpam de MéndezHuautla de JiménezMazunteSan Pablo Villa de MitlaSan Pedro y San Pablo Teposcolula |

## Sitios de interés

### Chiapas

Principales sitios de interés de Chiapas
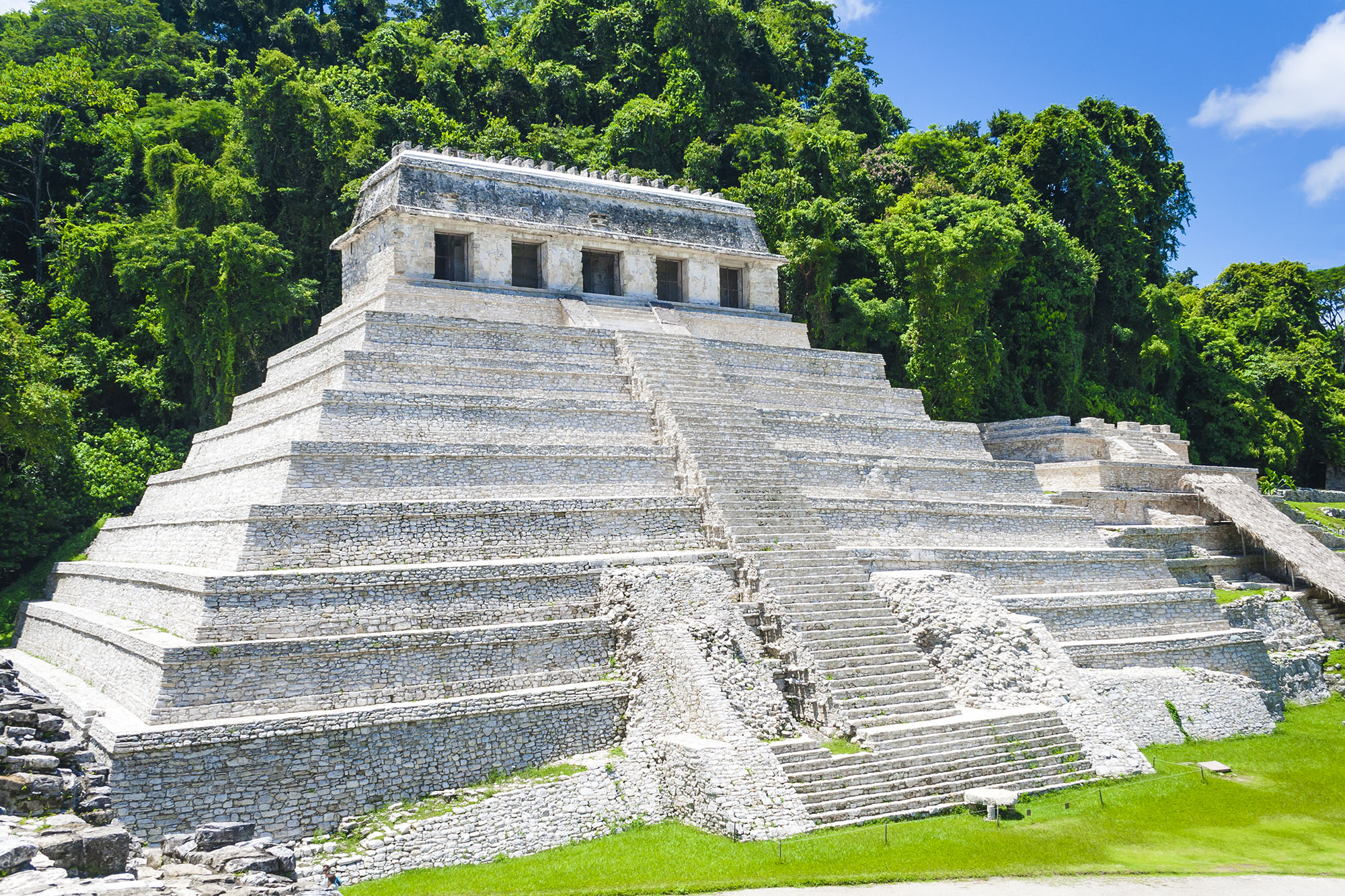
Palenque
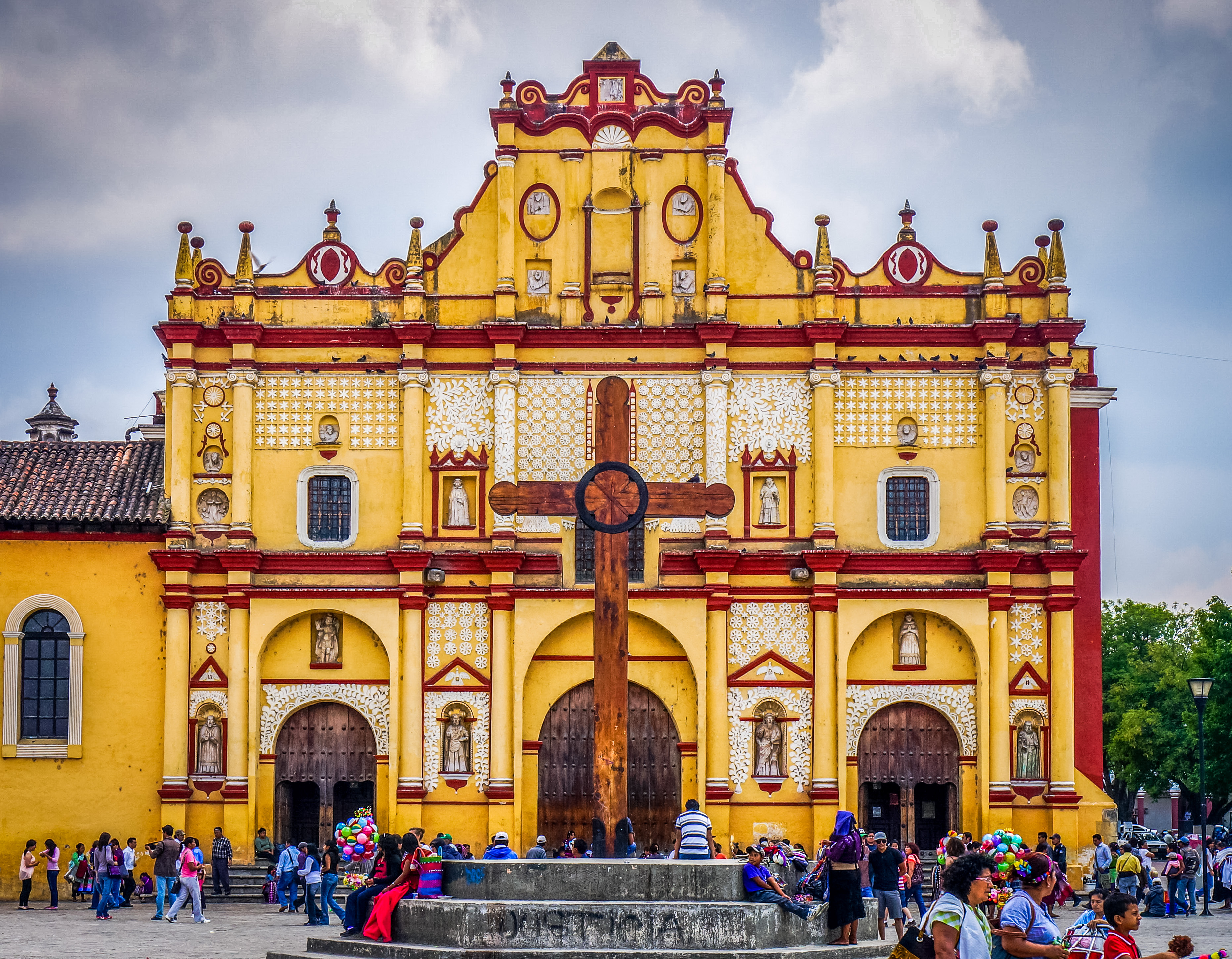
Catedral de San Cristóbal
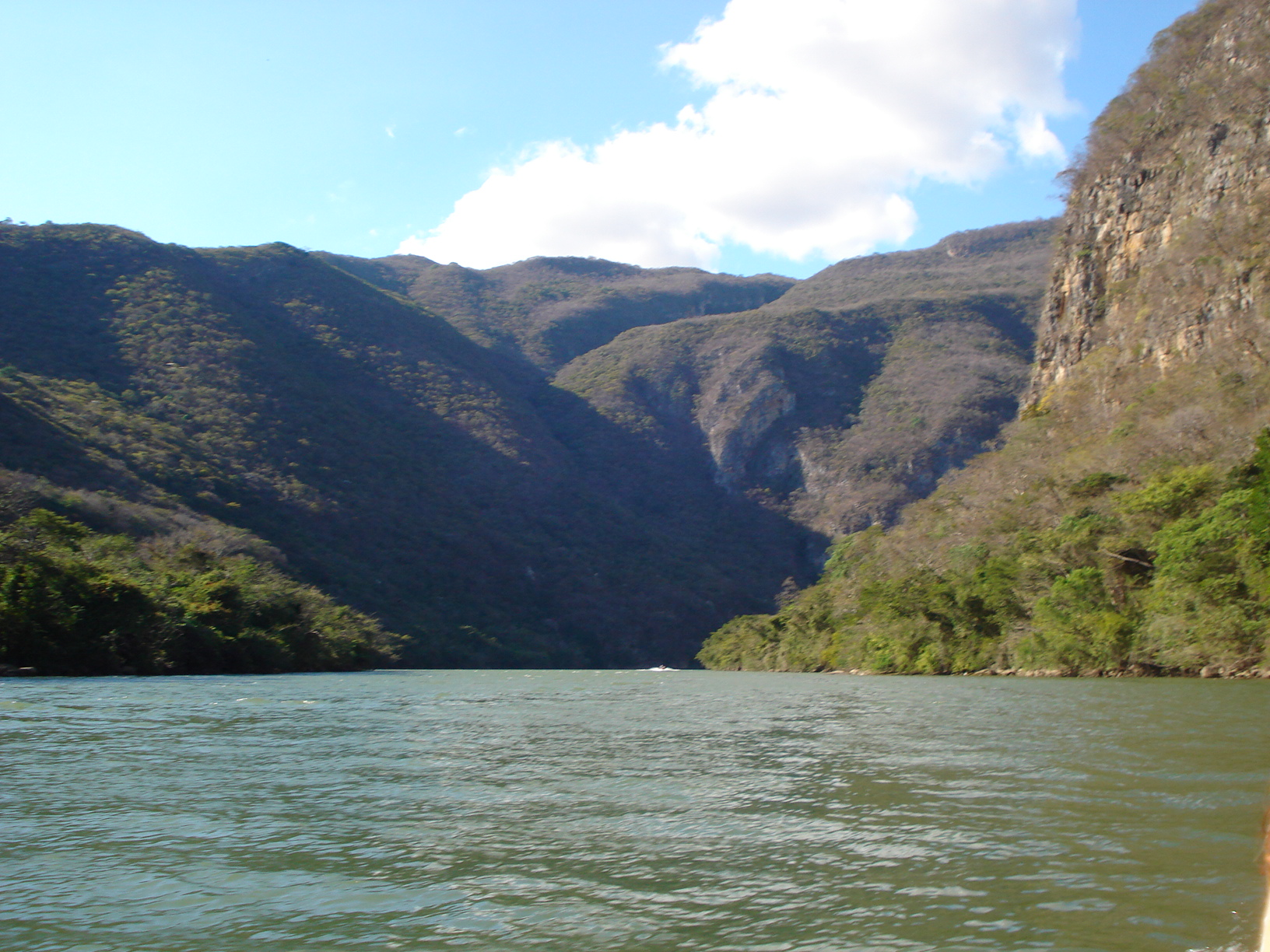
Cañón del Sumidero
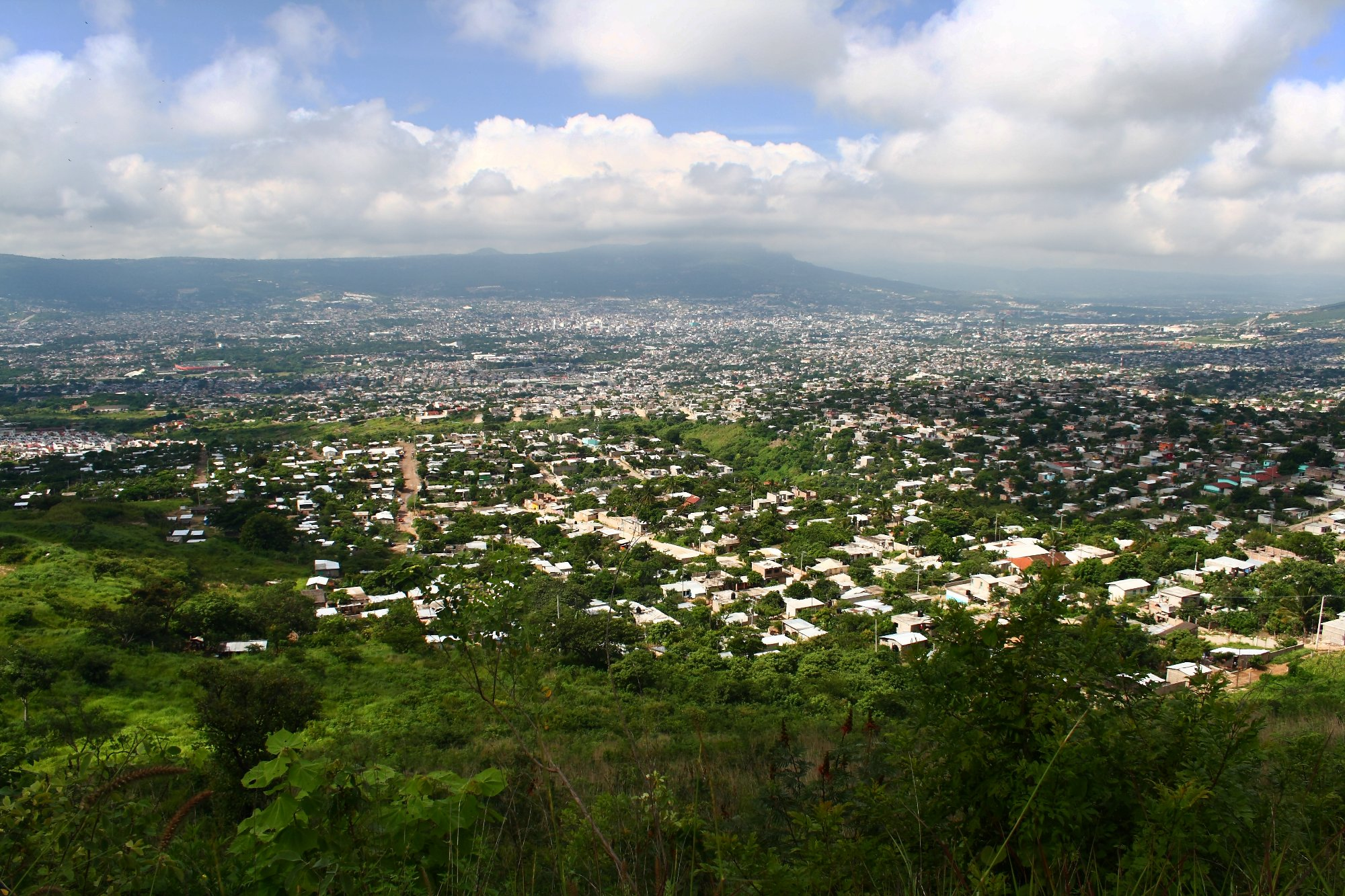
Tuxtla Gutiérrez

#### Palenque
Palenque, es un yacimiento arqueológico maya que se encuentra enclavado en el centro de una selva tropical en lo que hoy es el municipio de Palenque, ubicado al noreste del estado mexicano de Chiapas, a 290 km de Tuxtla Gutiérrez (la capital de Chiapas) y a 220 km de San Cristóbal de las Casas cerca del río Usumacinta. Es uno de los sitios más impresionantes de esta cultura. Destaca por su acervo arquitectónico y escultórico.

#### San Cristóbal de Las Casas
San Cristóbal de Las Casas es una ciudad mexicana, sede de los poderes administrativos del municipio homónimo en el Estado de Chiapas (México). Es el mayor centro urbano de la región de Los Altos de Chiapas y el tercero más poblado en la entidad, detrás de Tuxtla Gutiérrez y Tapachula.

#### Cañón del Sumidero
El Cañón del Sumidero, es un estrecho cañón de gran profundidad situado a 5 km de Tuxtla Gutiérrez capital del estado de Chiapas, México; dentro del municipio de Chiapa de Corzo. Este cañón tiene un acantilado cuya altura va un poco más allá de los 1,000 m s. n. m. y se levanta sobre el cauce del río Grijalva, que tiene una profundidad de más de 250 m. La falla geológica se abrió hace aproximadamente doce millones de años en la Sierra Norte de Chiapas.

#### Tuxtla Gutiérrez
Tuxtla Gutiérrez es una ciudad y municipio mexicano, capital y núcleo urbano más grande del estado de Chiapas. Es sede de los poderes públicos del estado de Chiapas y centro de la Zona Metropolitana de Tuxtla que ha sido definida como la integración de los municipios de Chiapa de Corzo, Berriozábal, San Fernando, Suchiapa, Ocozocoautla de Espinosa y Osumacinta.

### Guerrero

Principales sitios de interés de Guerrero
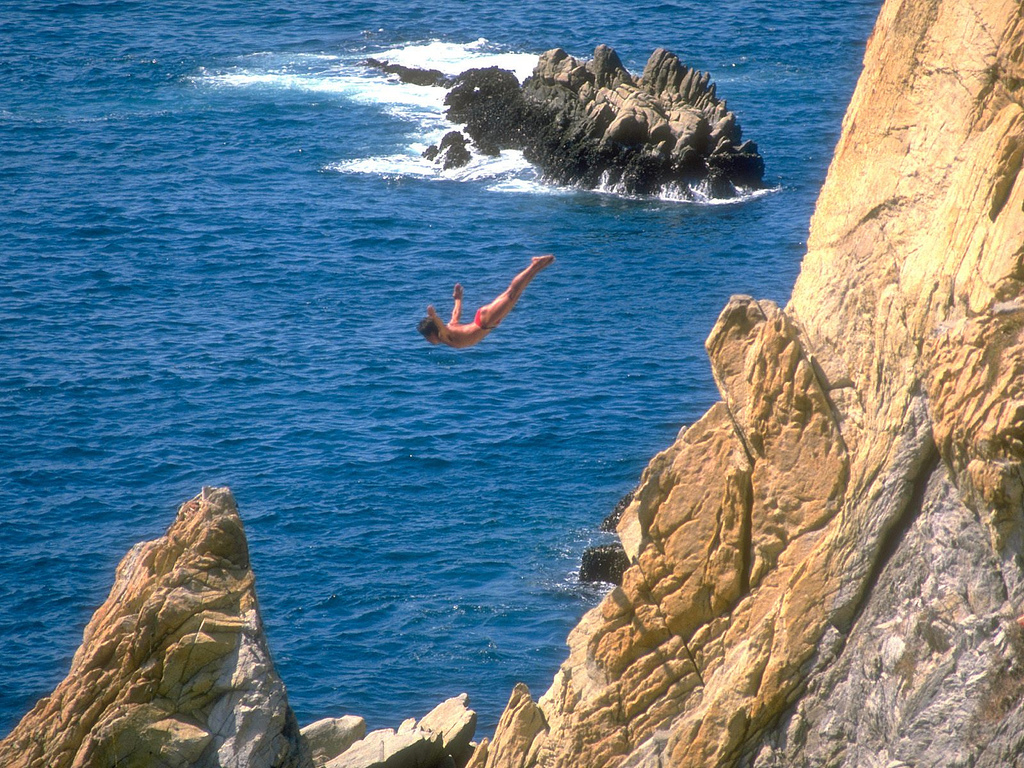
Acapulco de Juárez
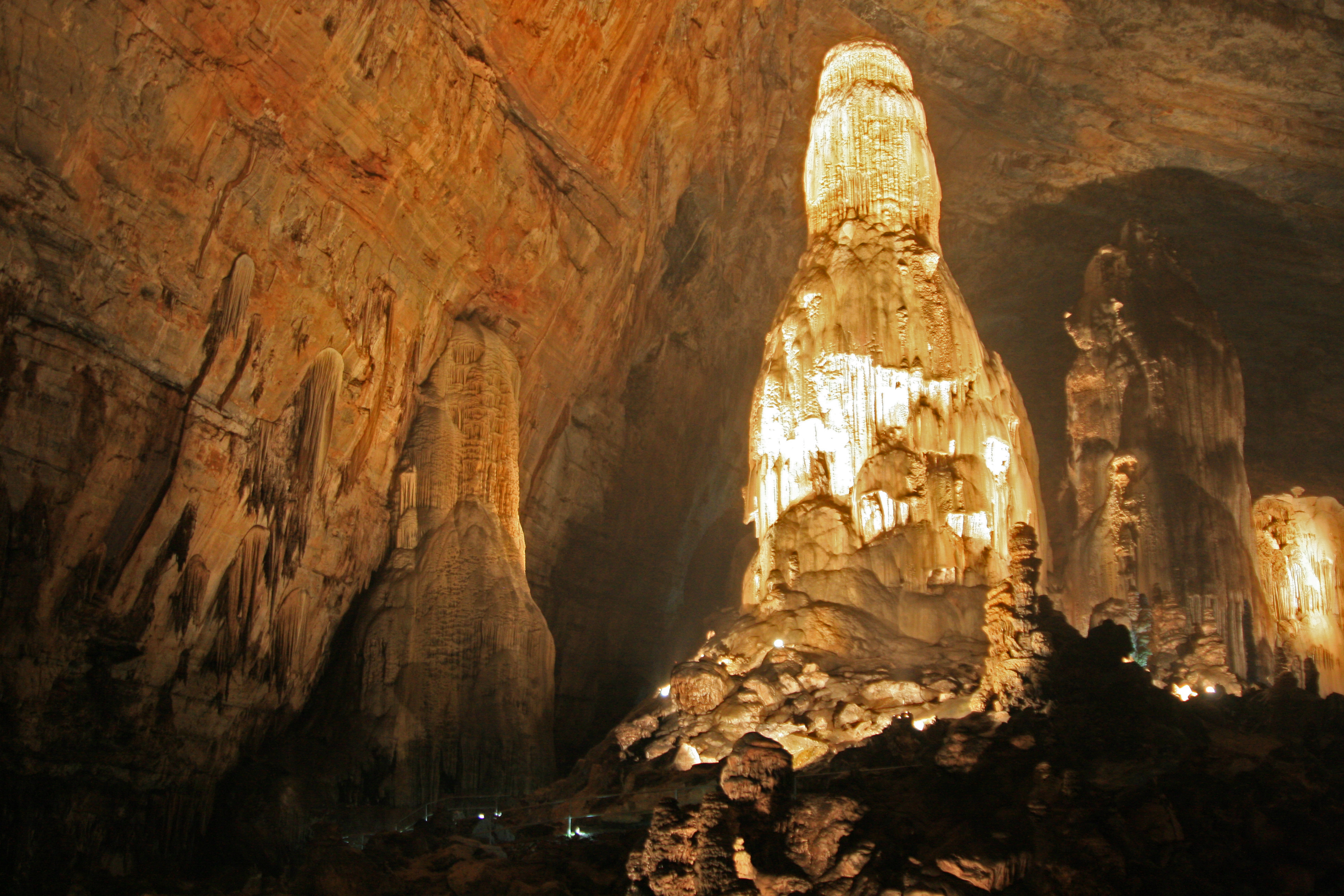
Grutas de Cacahuamilpa
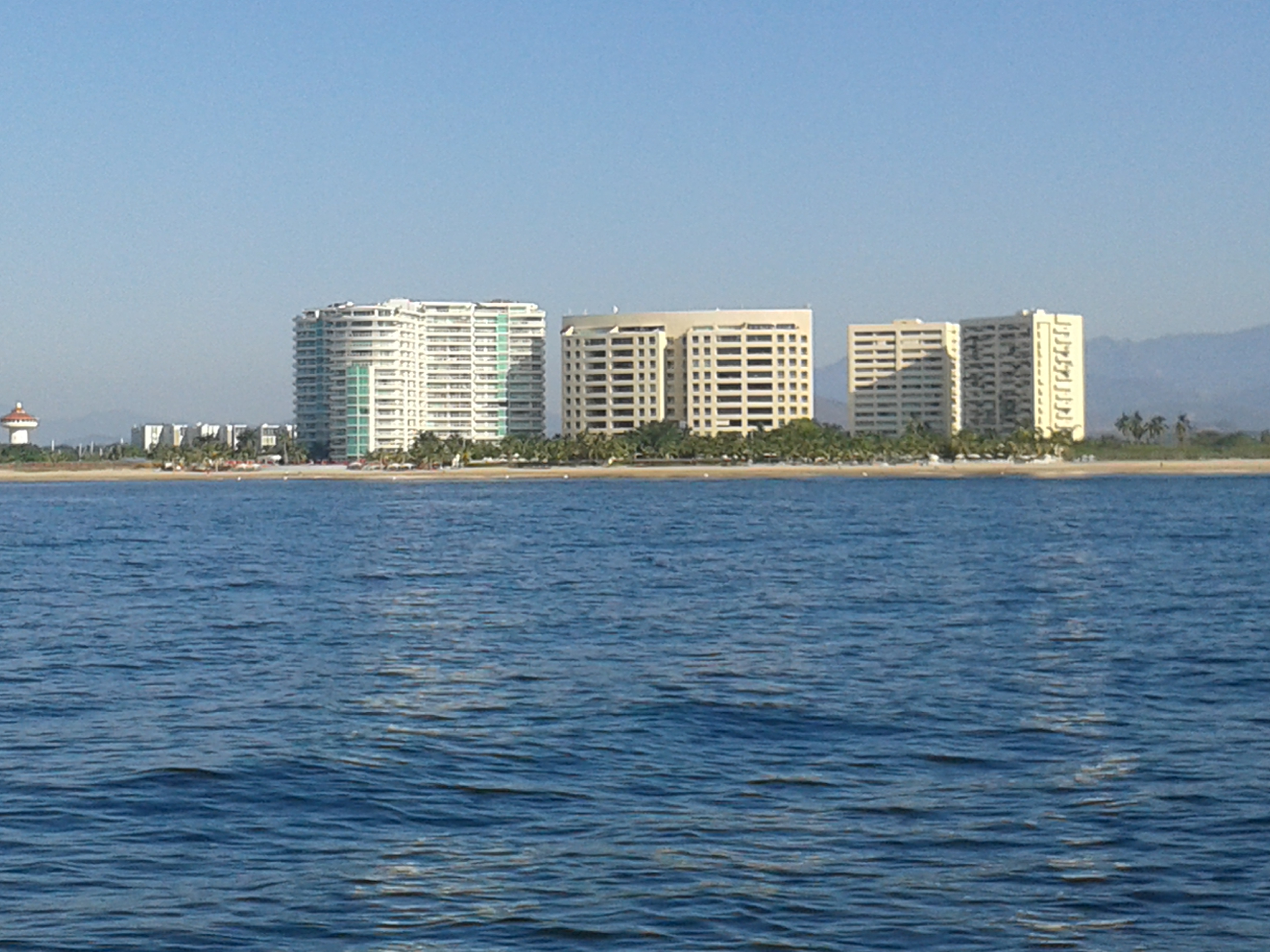
Ixtapa-Zihuatanejo
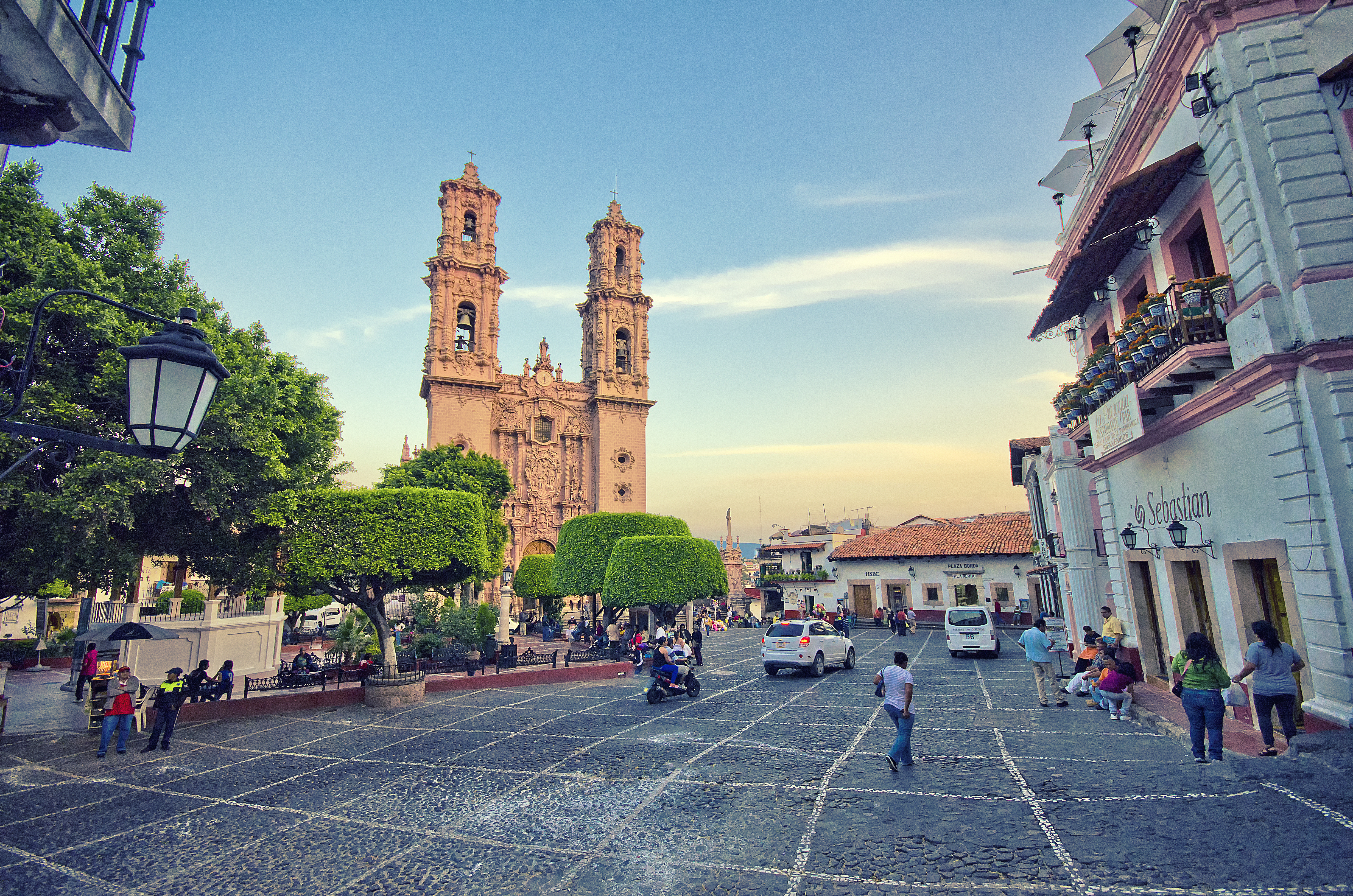
Taxco de Alarcón

#### Acapulco
Acapulco es uno de los destinos turísticos de México más importantes, ya que fue el primer puerto turístico internacional de México. En la actualidad Acapulco es el puerto más visitado de Guerrero y uno de los puertos más visitados por turistas nacionales e internacionales de México. Además de haber sido un puerto importante del comercio de la Nueva España, es en la actualidad uno de los primeros y más importantes puertos de México.

#### Grutas de Cacahuamilpa
El parque nacional Grutas de Cacahuamilpa es un Área Natural Protegida, que de acuerdo con la Comisión Nacional de Áreas Naturales Protegidas de la SEMARNAT está dentro de la categoría de parque nacional. Se encuentra localizada en la Sierra Madre del Sur, al norte del Estado de Guerrero y comprende parte de los municipios de Pilcaya y Taxco de Alarcón. Tiene una superficie total de 1598.26 ha.

#### Ixtapa Zihuatanejo
Ixtapa-Zihuatanejo es un resort de playa es el segundo destino turístico más importante en el estado y uno de los más importantes en México, se desarrolló como un  centro turístico con exclusivos hoteles, villas de lujo y resorts de cadenas internacionales, siendo un contraste con el puerto pesquero de Zihuatanejo que se encuentra a solo 5 km de distancia. Actualmente es uno de los principales destinos turísticos de México, recibiendo en promedio a un poco más de 2 millones de turistas anualmente. 

#### Taxco de Alarcón
Taxco de Alarcón, es una ciudad platera, el Instituto Nacional de Antropología e Historia (INAH) nombró como patrimonio de la nación el 19 de marzo de 1990 a la zona de monumentos históricos de Taxco, la cual está formada por 72 manzanas que comprenden 96 edificios con valor histórico, construidos entre los siglos XVII y XIX. Es considerado por la Secretaría de Turismo como Ciudad Luz. La ciudad fue nombrada «Pueblo mágico» de México en el año 2002.

### Oaxaca

Principales sitios de interés de Oaxaca
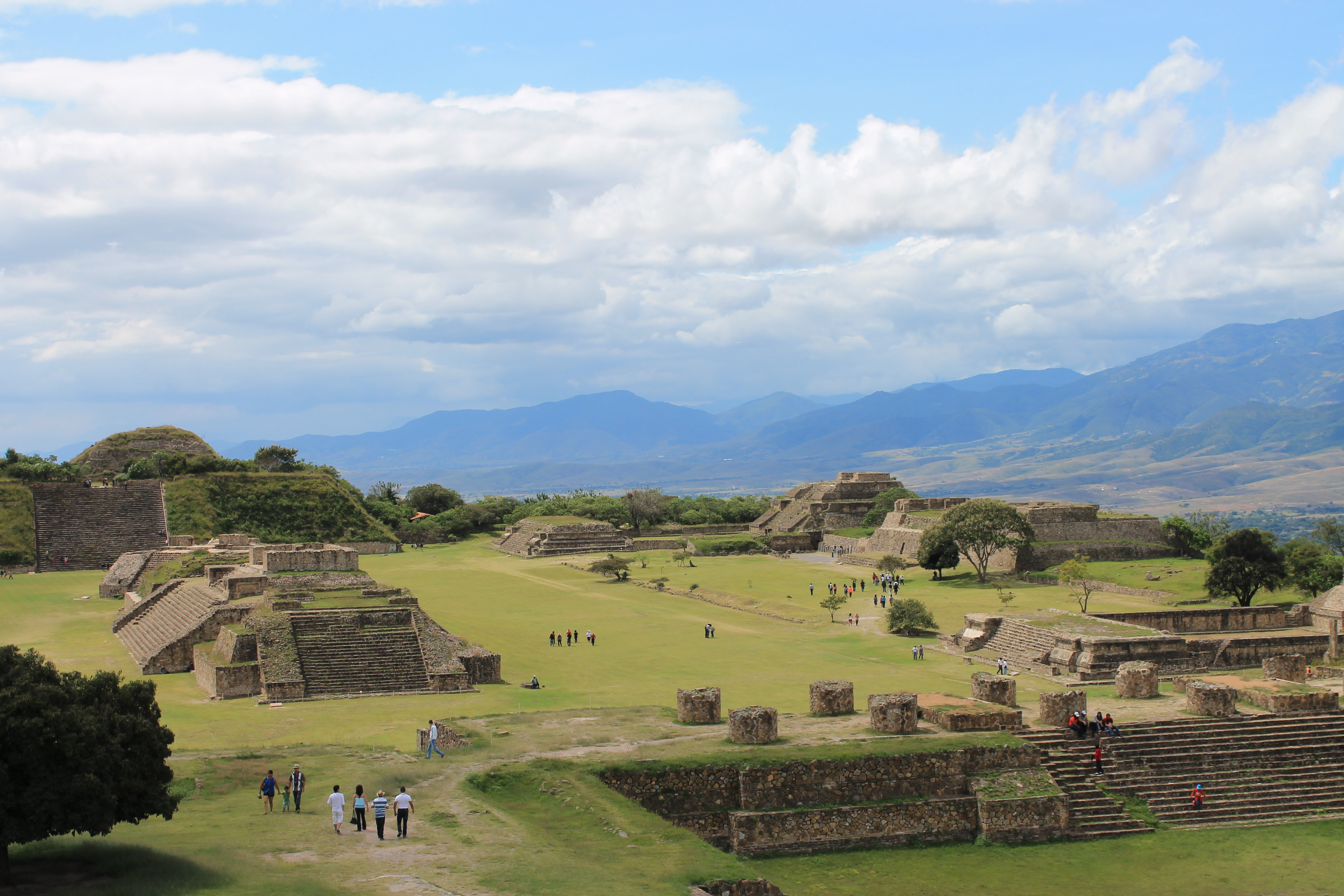
Monte Albán
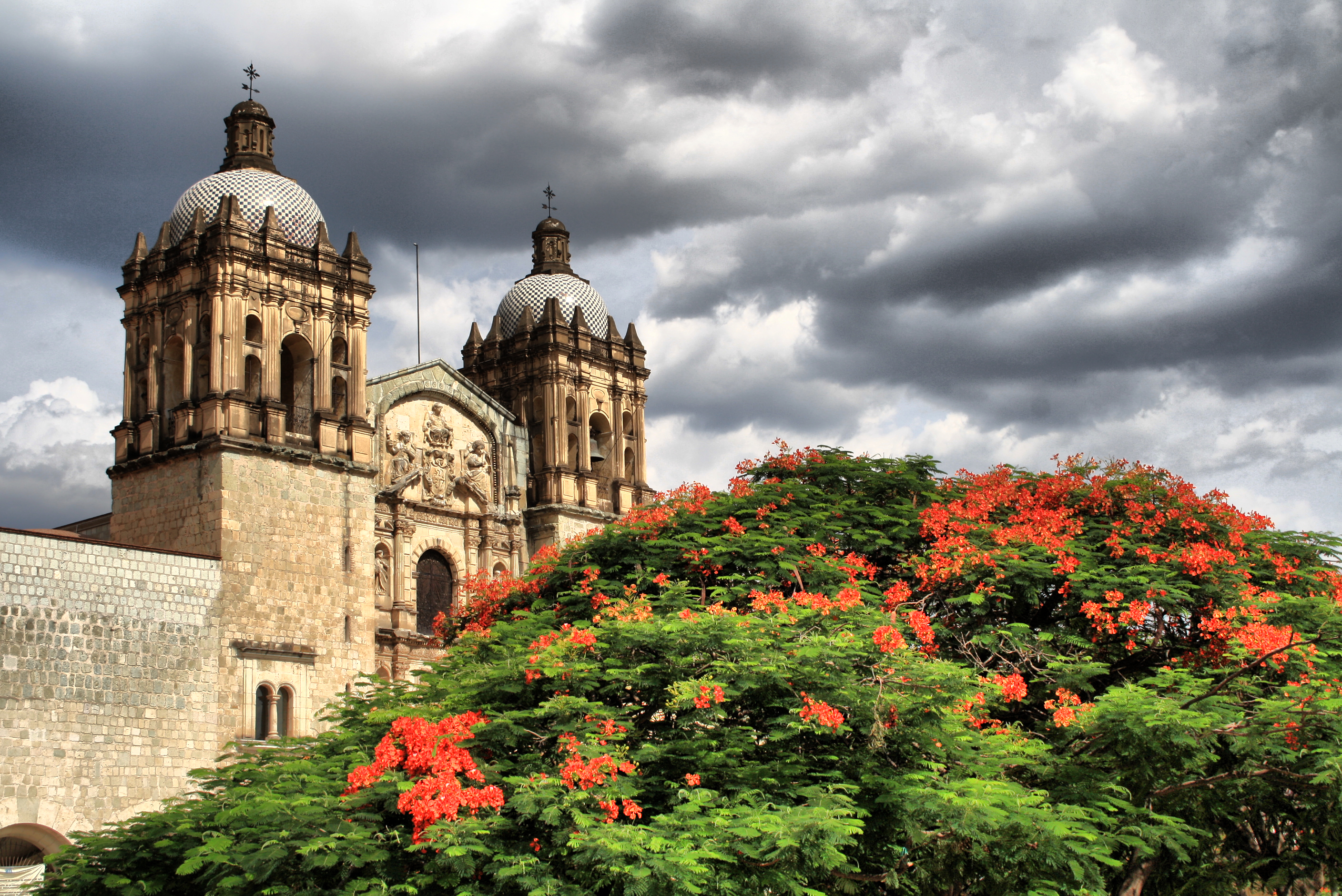
Oaxaca de Juárez
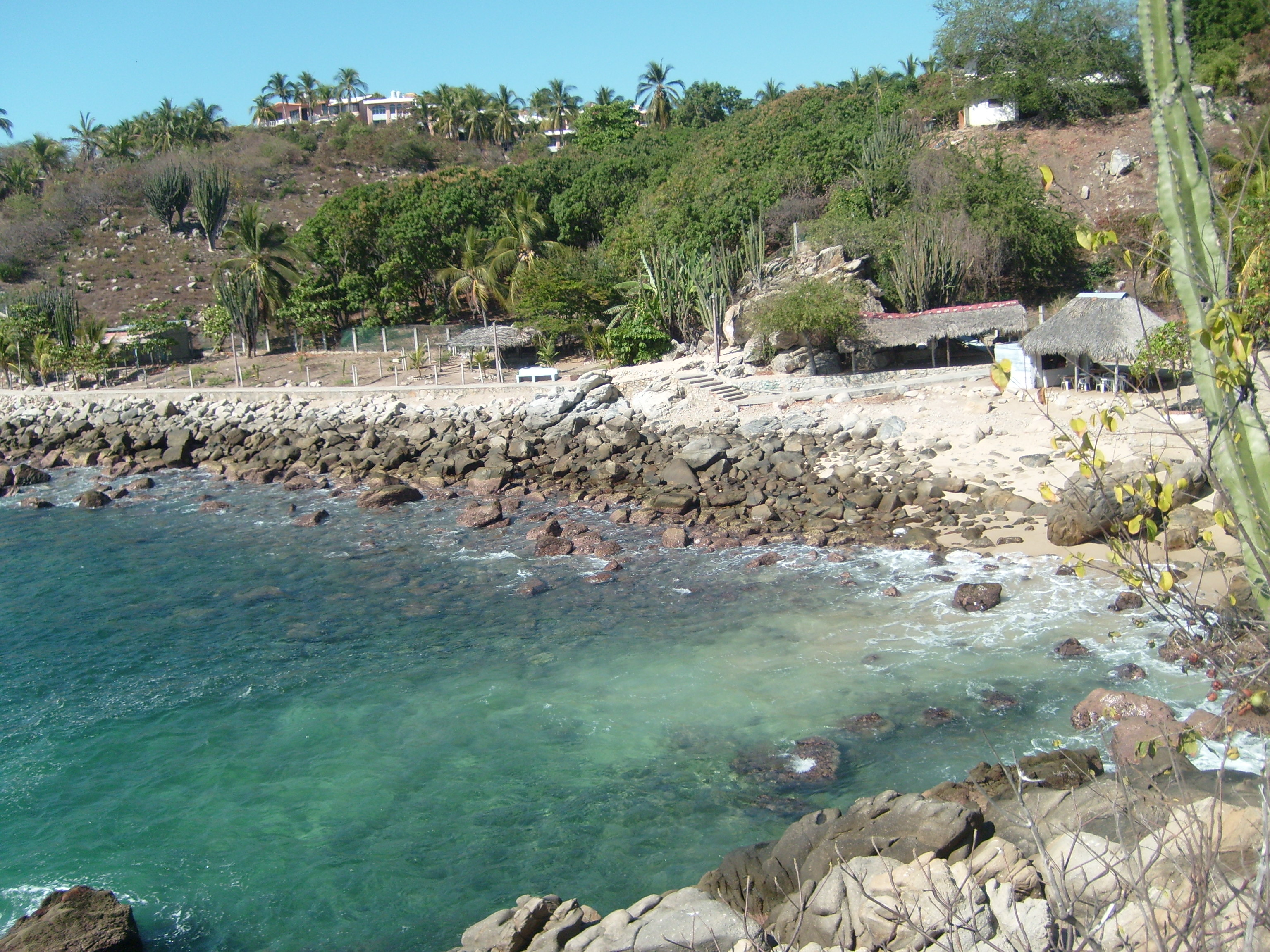
Puerto Escondido
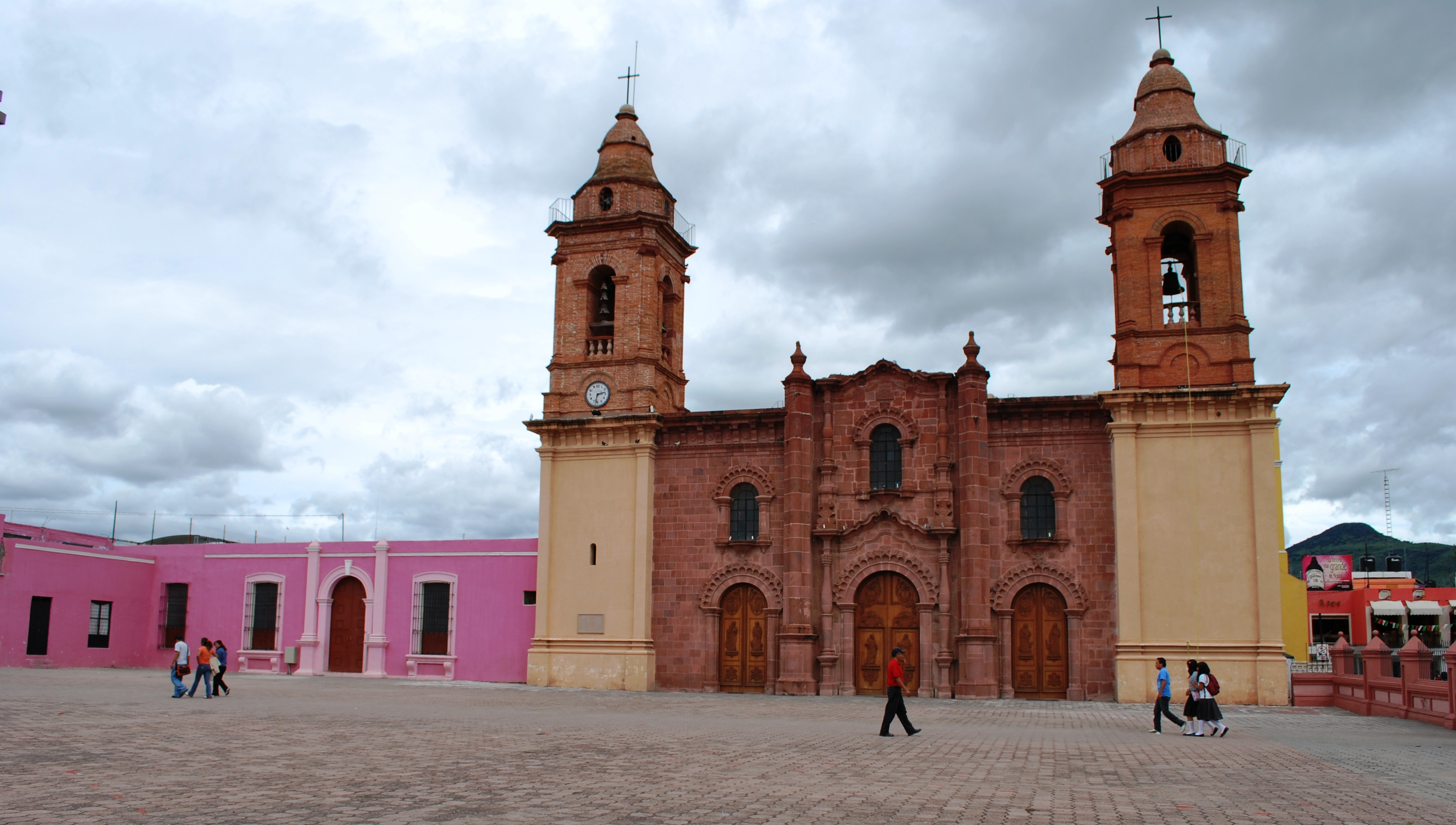
Huajuapan de León

#### Monte Albán
Monte Albán es un sitio arqueológico que fue declarada por la UNESCO conjuntamente con el Centro Histórico de la Ciudad de Oaxaca como Patrimonio Cultural de la Humanidad el 11 de diciembre de 1987. Fue una de las ciudades más importantes de Mesoamérica. Se fundó en el 500 a. C. sobre la cima de una montaña en el centro de los Valles Centrales de Oaxaca y funcionó como capital de los Zapotecas desde los inicios de nuestra era hasta el 800 d. C.

#### Oaxaca de Juárez
Oaxaca de Juárez es una ciudad mexicana, Patrimonio de la Humanidad según la UNESCO. Fue fundada por un destacamento de guerreros mexicas, enviados por el octavo tlatoani, el emperador Ahuízotl, hacia el año 1486. En 1532, por cédula real, recibió del rey Carlos I de España el título de "Muy noble y leal ciudad", llamándose primeramente Antequera, nombre que en 1821 fue sustituido por el de Oaxaca.

#### Puerto Escondido
Puerto Escondido es una ciudad y puerto mexicano perteneciente al estado de Oaxaca. Se localiza a unos 800 km al sureste de la Ciudad de México y a 290 km de la capital, Oaxaca de Juárez, entre Acapulco y Huatulco, en la Región Costa. Es la ciudad más poblada de la costa oaxaqueña y uno de los principales destinos turísticos del estado.

#### Huajuapan de León
Huajuapan de León es una ciudad del estado de Oaxaca, dentro del municipio homónimo del cual es cabecera. Forma parte de la Región Mixteca Oaxaqueña. Se encuentra aproximadamente a 192.65 km de la Ciudad de Oaxaca de Juárez. Es la cuna del jarabe mixteco, un bailable del folclore oaxaqueño, que representa a su región en la Guelaguetza cada año y de la Canción mixteca.

## Ciudades más pobladas
Población de las ciudades del suroeste (sin contar municipios o áreas metropolitanas) según datos del INEGI en 2020;

## Aeropuertos con mayor tráfico
Ubicación y número de pasajeros en el 2019 de los aeropuertos internacionales del Suroeste de México.
| Aeropuerto Internacional de Tuxtla             | Chiapas  | GAC  | TGZ | 1,496,152 |
| Aeropuerto Internacional de Oaxaca             | Oaxaca   | ASUR | OAX | 1,196,245 |
| Aeropuerto Internacional de Bahías de Huatulco | Oaxaca   | ASUR | HUX | 892,287   |
| Aeropuerto Internacional de Acapulco           | Guerrero | OMA  | ACA | 875,315   |
| Aeropuerto Internacional de Ixtapa-Zihuatanejo | Guerrero | OMA  | ZIH | 625,186   |
| Aeropuerto Internacional de Tapachula          | Chiapas  | ASUR | TAP | 385,483   |
| Aeropuerto Internacional de Puerto Escondido   | Oaxaca   | ASA  | PXM | 407,651   |
| Aeropuerto Internacional de Palenque           | Chiapas  | GAC  | PQM | 20,666    |